# Sanatorium de Goriatchinsk
Le sanatorium de Goriatchinsk — en russe : Курорт Горячинск —, également appelé centre de médecine orientale d'Oulan-Oudé-Goriatchinsk, est une institution hospitalière bouriate fondée en 1810. Elle est située sur les rives du lac Baïkal à 2 km du village de Goriatchinsk. Depuis 1995, elle met en application les préceptes édictés par le docteur Youri Sergueïevitch Nikolaïev en proposant des cures de jeûne thérapeutique tant aux ressortissants russes qu'à une clientèle devenue peu à peu internationale depuis la première diffusion sur les écrans — en 2011 — du film documentaire conjointement réalisé par Sylvia Gilman et Thierry de Lestrade : Le jeûne, une nouvelle thérapie ?

### Galerie

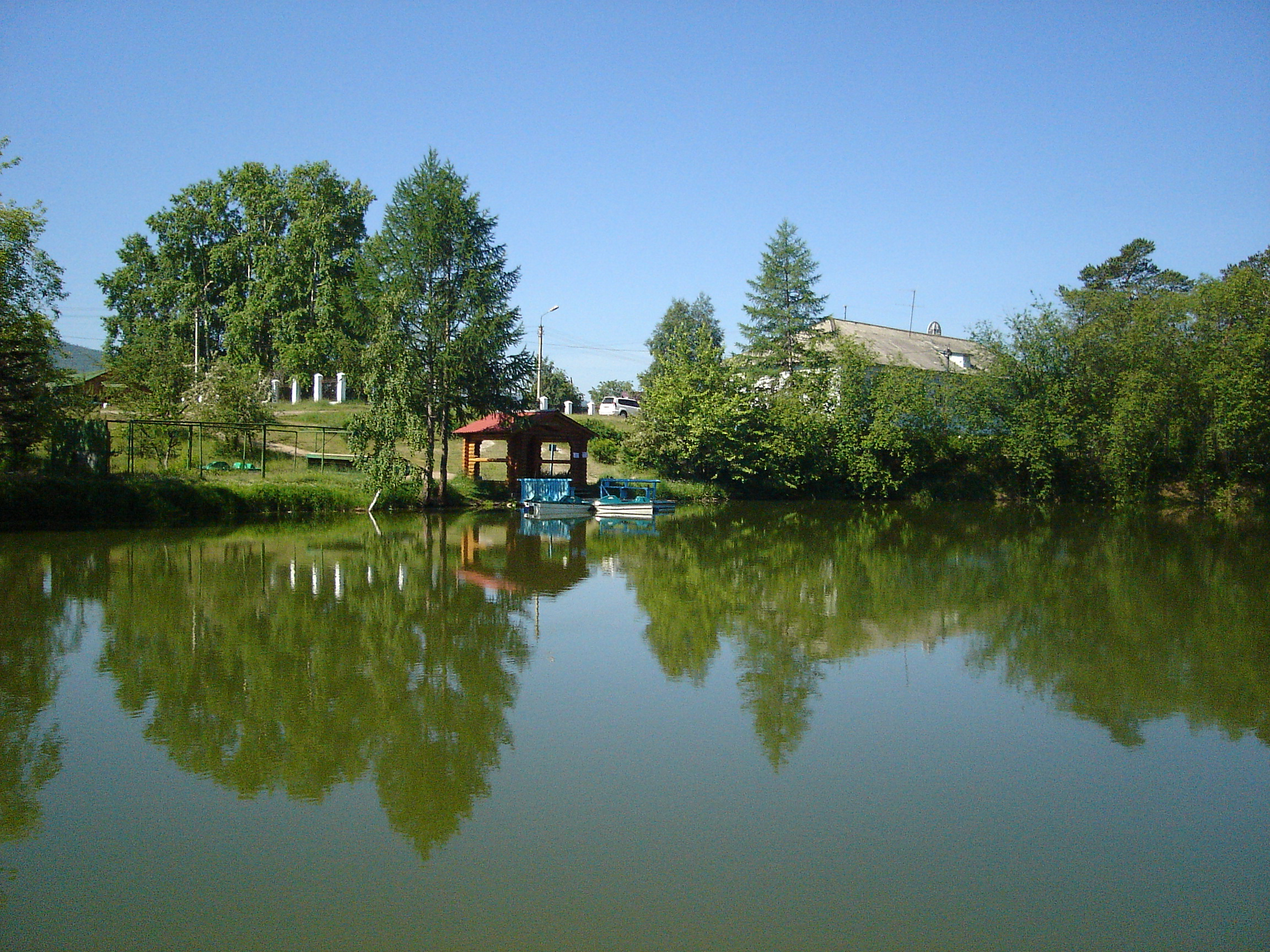
Étang d’eau thermale
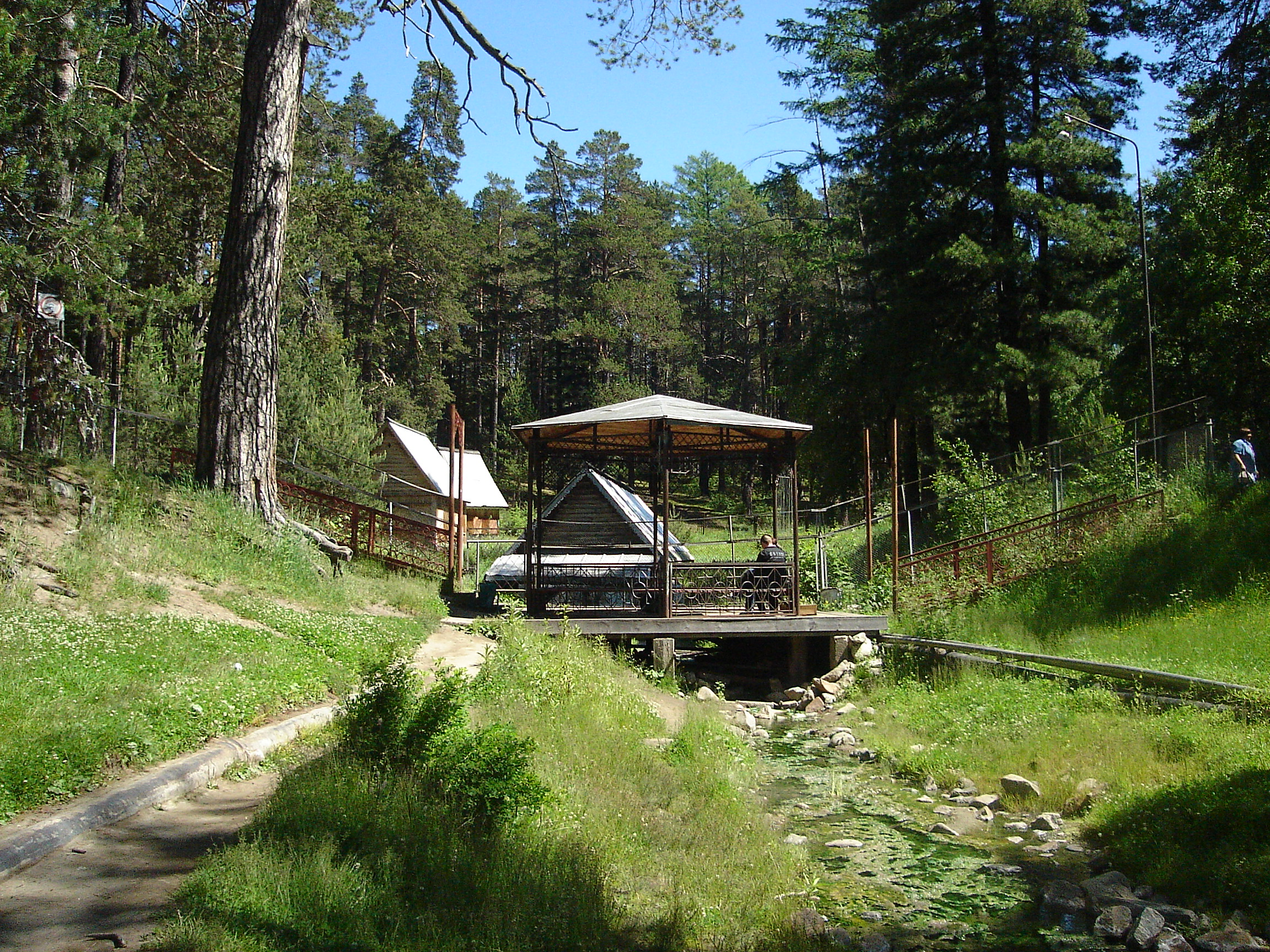
Source thermale
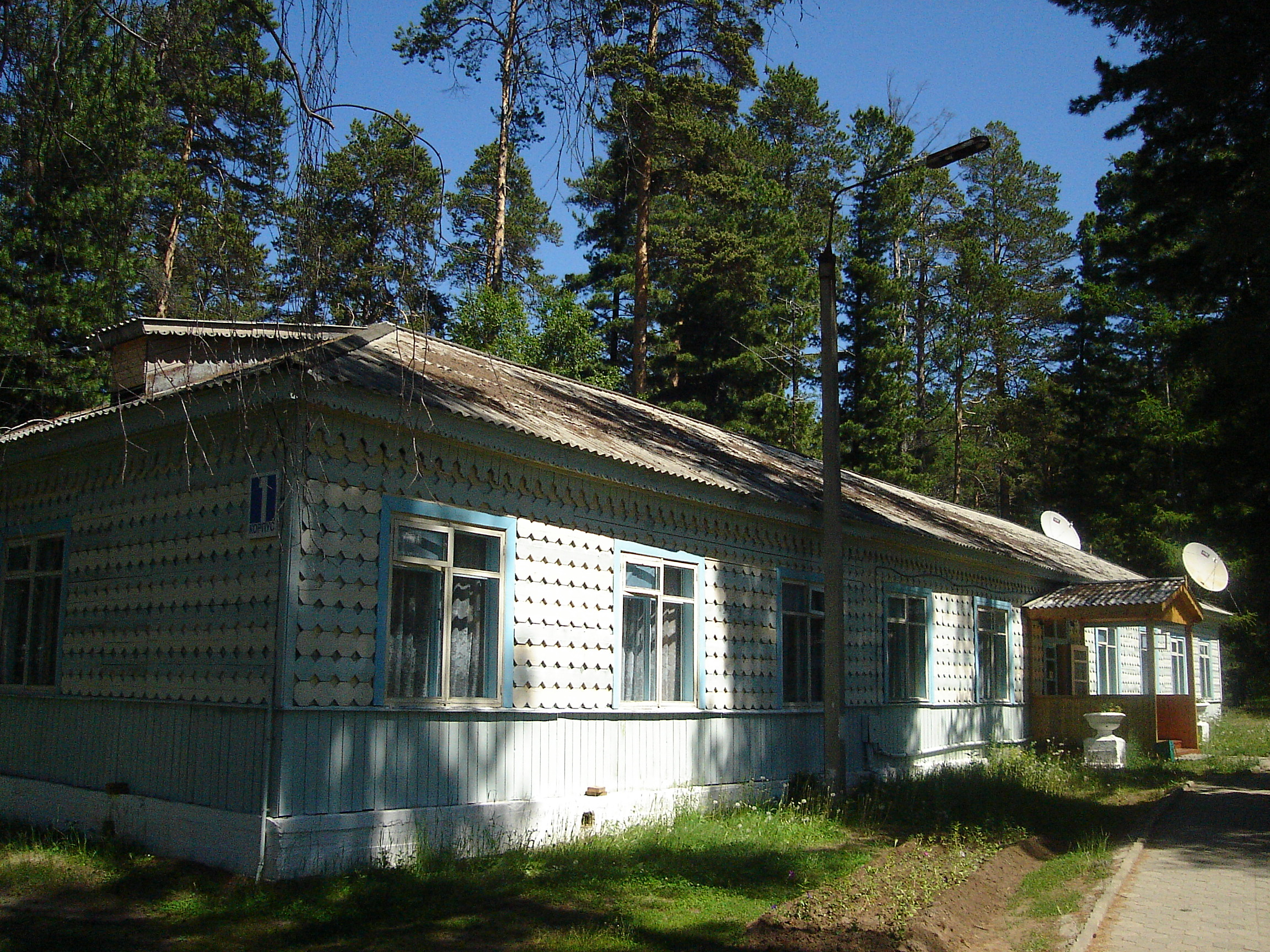
Bâtisse d’origine
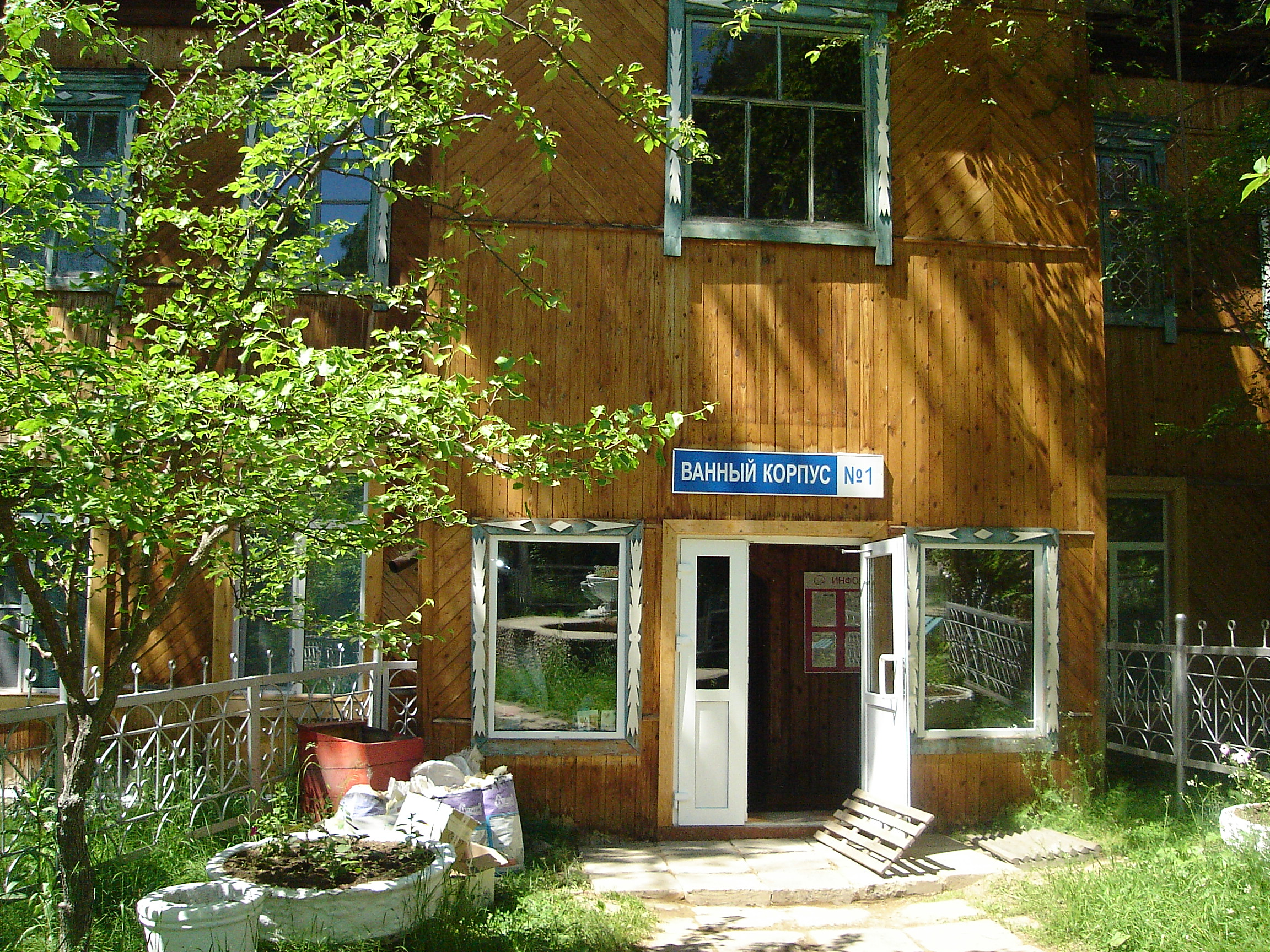
Bâtiment thermal
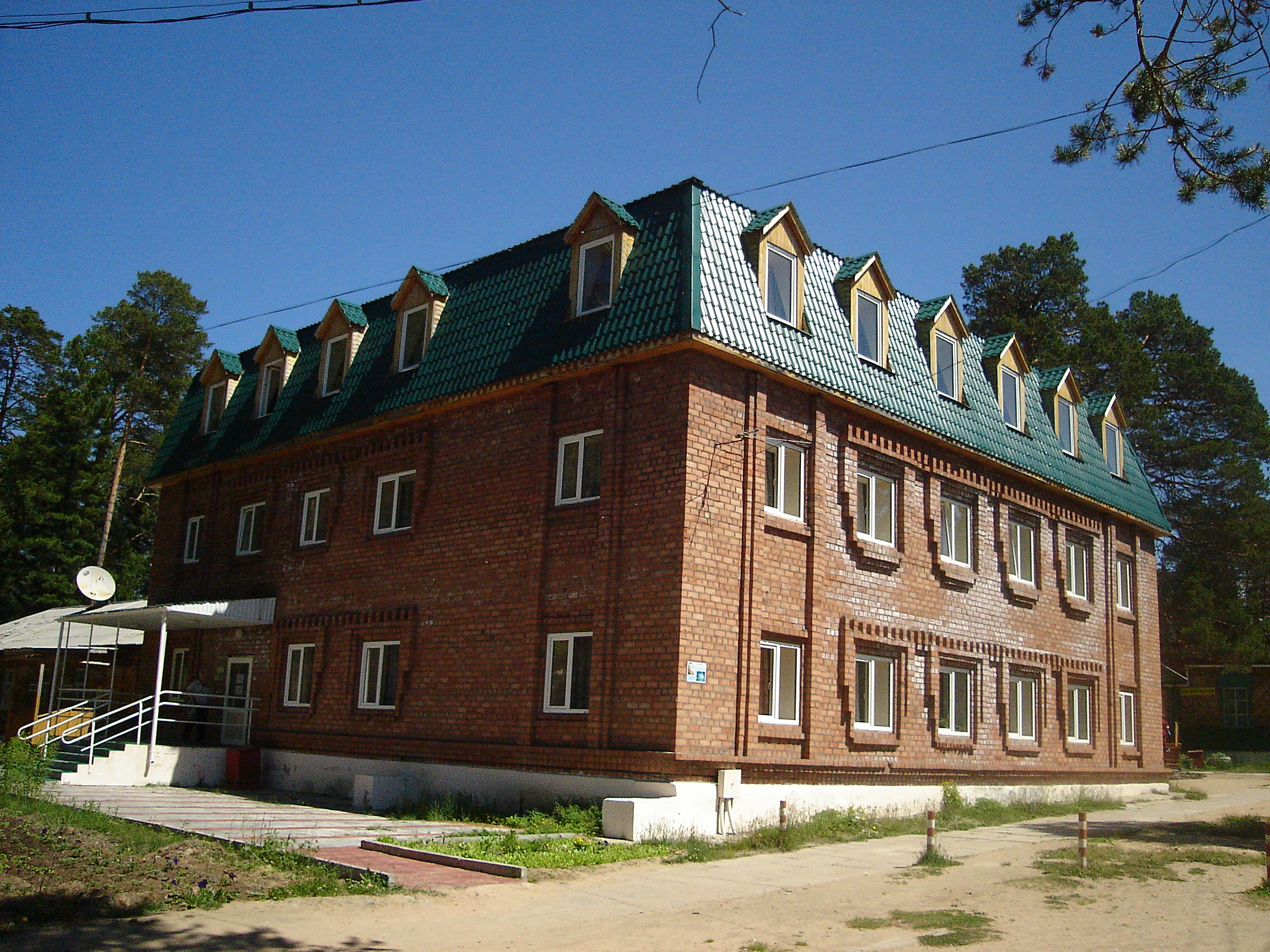
Bâtiment principal
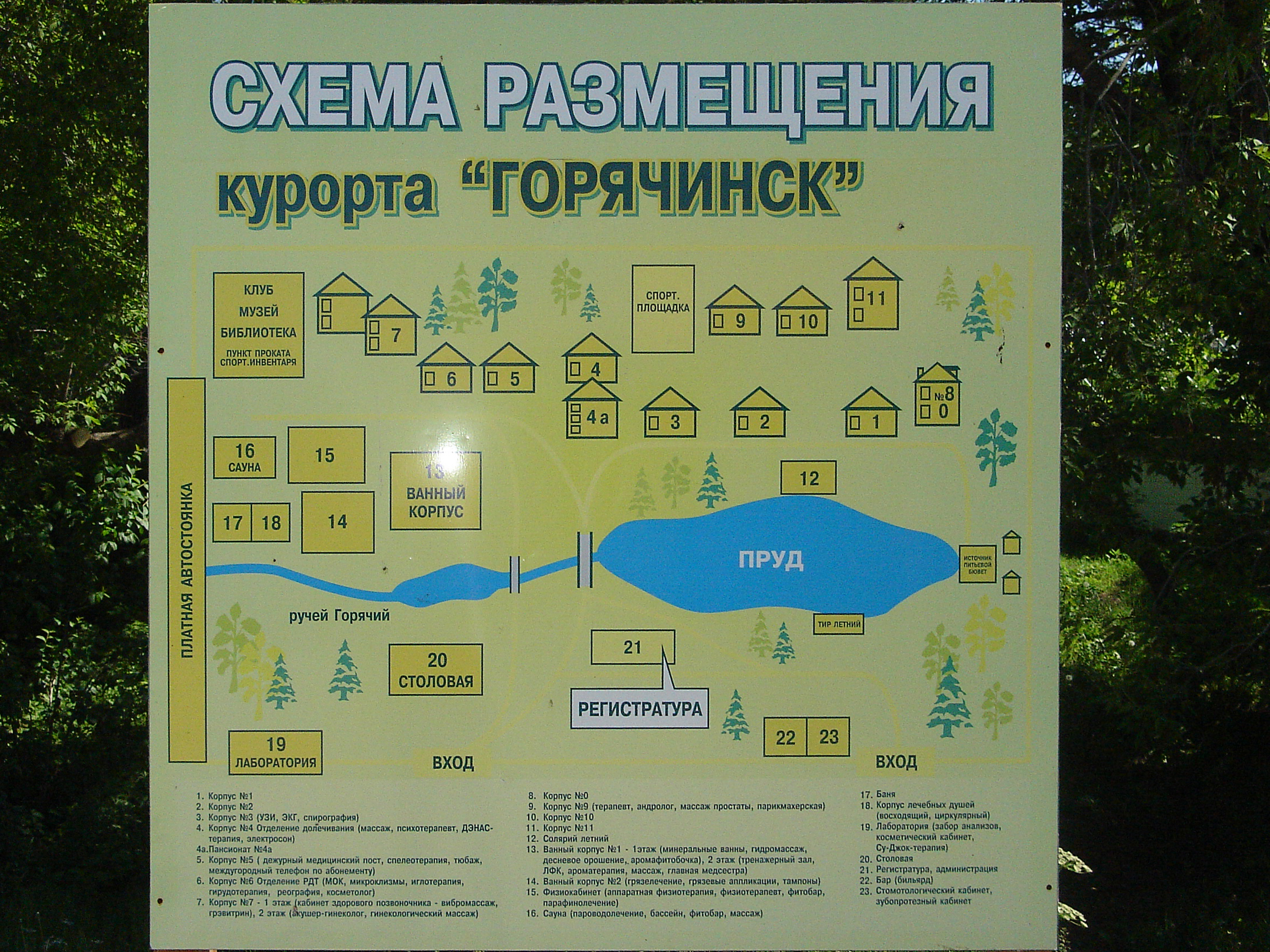
Aires d’habitation (plan)

## Historique

### Origines
Le sanatorium de Goriatchinsk et le village du même nom se sont respectivement construits sur le site de la source ayant donné naissance aux « eaux minérales de Turkin » (Turkinskie Mineralnye Vody). Dans son édition de 1929, l'Encyclopédie soviétique sibérienne indique que ce point d’eau se situe à 2 km de la côte sud-est du lac Baïkal. Ce même ouvrage précise également que la fondation de la station remonte à l'année 1751. C’est au cours de la seconde moitié du XVIIIe siècle que l’académie impériale des sciences de Saint-Pétersbourg reçoit les premières informations au sujet des vertus médicinales prêtées à son jaillissement.

### Caractéristiques
En 1772, au cours d’une expédition de deux ans effectuée autour du lac Baïkal, l’académicien Johann Gottlieb Georgi inaugure la première description scientifique associée au nom de ce cours d’eau qui jouxte la rivière Tourka. Cette éminence scientifique procède alors aux analyses chimiques de sa composition minérale et en cautionne les vertus curatives. Selon les définitions d’Egorov, la source fournit alors environ 190 000 seaux d’eau tempérée par jour. L’eau y est faiblement minéralisée et ne produit que 0,6 g de résidus solides par litre (Sp t° 55° M 0,6) dont la répartition se décline essentiellement en sulfure de sodium et sulfure de calcium. Il en émane une odeur d’hydrogène sulfuré. Au printemps, des bulles de gaz, émises en abondance, remontent à la surface. Selon les recherches du professeur P. P. Orlov, elles sont constituées d’azote et d’argon. Outre l’absence de dioxyde de carbone disponible, la radioactivité s’y révèle insignifiante.

### Édification
Les premiers jalons — initiant l’élaboration de la future station balnéaire — sont posés grâce l’appui du gouverneur d’Irkoutsk qui procède à une cession en 1775. Un bassin d’eau est alors construit, suivi quatre ans plus tard par d’autres bâtiments. L'établissement thermal comporte dès lors 30 salles de bain. Les observations afférentes aux propriétés thérapeutiques de l’eau minérale de Turkin sont consignées en 1779 par un prénommé Grunt, médecin-chef du siège d’Irkoutsk. En 1810, dix familles de prisonniers politiques exilés s’installent dans la région de Goriatchinsk. En 1811, grâce aux efforts du gouverneur Treskin conjugés à l’aide charitable prodiguée par un commerçant du nom de Kuznetsov de Tobolsk, le bâtiment principal, destiné aux visiteurs, est aménagé  de telle façon à ce qu’il puisse comporter six pièces à vivre. Depuis lors, le spa est affilié au système de santé publique prévalant en Russie.

### Développements
Le sanatorium de Goriatchinsk acquiert une certaine renommée à l’international depuis l’ouverture complémentaire, en 1995, d’un département spécialisé en jeûne thérapeutique. Son application — prolongée — s’effectue ici sous strict encadrement médical, sous l’égide professionnelle d’une équipe aguerrie dans l’application de cette approche thérapeutique alternative basée sur les enseignements du Dr Youri Sergueïevitch Nikolaïev,. Grâce aux recherches approfondies accomplies par ce dernier, l’ex-Union des républiques socialistes soviétiques (URSS) s’est bâtie une solide expérience au regard de ce domaine spécifique. Elle en a scruté, analysé et décrypté les paramètres en détail et sous toutes les coutures pendant près d’un demi-siècle. Les nombreuses études comparatives et recherches qui en ont résulté sont archivées dans les bibliothèques de l’académie d’État de médecine de Saint-Pétersbourg (ru) via de volumineux opuscules consignés en langue originale et non encore traduits à ce jour,.

### Pensionnaires célèbres
- En 1767, l’académicien Erich Laxmann séjourne dans ce lieu.
- En 1848, le décembriste Piotr Alexandrovich Moukhanov (ru) bénéficie d’un traitement médicinal basé sur les eaux minérales de Tourkine.

## Direction
- Dr Natalia Bataeva[Depuis quand ?],[H 4],[H 5], médecin chef du sanatorium de Goriatchinsk[V 2].

## Sources

### Articles
- (ru) Батаева Н.А. & Сизых Тамара Петровна [« N. A. Bataeva  & Tamara Sisyh »], « ОЦЕНКА НЕСПЕЦИФИЧЕСКОЙ АДАПТАЦИОННОЙ РЕАКТИВНОСТИ У БОЛЬНЫХ БРОНХИАЛЬНОЙ АСТМОЙ, ПОСТУПИВШИХ НА ЛЕЧЕНИЕ НА КУРОРТ "ГОРЯЧИНСК" » [« Évaluation clinique de la réactivité adaptative propre aux patients s’étant rendus au sanatorium de Goriatchinsk pour y traiter leur asthme bronchique »], Сибирский медицинский журнал [« Journal médical sibérien (ru) »], Irkoutsk, Государственное бюджетное образовательное учреждение высшего профессионального образования "Иркутский государственный медицинский университет" Министерства здравоохранения и социального развития Российской Федерации Россия [« université médicale d’État d’Irkoutsk, ministère de la Santé et du Développement social de la fédération de Russie,‎ 2002, pp.  52-54 (ISSN 1815-7572, résumé) (OCLC 930129169 et 930129120) Cet article rend compte des  résultats obtenus — en recourant à la méthode de calcul du pourcentage de lymphocytes et l’analyse de la formule leucocytaire — par l’étude de la réactivité adaptative générale non spécifique propre aux patients souffrant d’asthme bronchique par rapport à ceux en relative bonne santé ayant séjourné au sanatorium de Goriatchinsk.

- Marie-Pierre Genecand, « Jeûne et ton corps te dit merci ! », Le Temps,‎ 14 juillet 2015 (lire en ligne) « [...] lieu idyllique situé au bord du lac Baïkal, pas loin d’Oulan-Oude : Goriatchinsk, station thermale de Sibérie réputée pour sa source d’eau chaude, qui propose depuis 1995 [une] thérapie par le jeûne [...] site magnifique avec ses maisons décorées et ses longues promenades au bord du lac Baïkal. »

### Vidéographie
- Sylvie Gilman, Thierry de Lestrade et al., Le jeûne, une nouvelle thérapie ? [« Fasten und heilen: altes Wissen und neueste Forschung »], Sanatorium de Goriachinsk situé dans la plaine sibérienne, clinique Buchinger sur les rives du lac de Constance, Los Angeles, Viadecouvertes Productions, Arte France, 2011 (présentation en ligne, lire en ligne [vidéo])
- Slobodan Despot, Une retraite sur le lac Baïkal, Antipresse, coll. « Le monde à livre ouvert », 17 juin 2017, récit au jour le jour d'un séjour de jeûne intégral au centre de médecine orientale d'Oulan-Oudé-Goriatchinsk en mars-avril 2017 (lire en ligne [vidéo])